# Saint-Maclou
Saint-Maclou – miejscowość i gmina we Francji, w regionie Normandia, w departamencie Eure.
Według danych na rok 1990 gminę zamieszkiwało 458 osób, a gęstość zaludnienia wynosiła 82 osoby/km² (wśród 1421 gmin Górnej Normandii Saint-Maclou plasuje się na 485. miejscu pod względem liczby ludności, natomiast pod względem powierzchni na miejscu 642.).